# MiG–19
A MiG–19-es (NATO-kódja: Farmer) a Szovjetunió első szuperszonikus vadászrepülőgépe, fejlesztése az 1950-es években zajlott, a típus a MiG–17-esen alapult. A gép prototípusa 1953 szeptemberében emelkedett a magasba, a sorozatgyártás pedig 1955-ben indult be. A típusból több mint 10 000 db épült, különböző változatokban. A gépet a Szovjetunión kívül gyártotta Lengyelország, Csehszlovákia, valamint Kína is J–6/F–6 típusnéven az 1990-es évek közepéig 2000 példányt állított elő.

## Története
A gép szolgálatban állt a Varsói Szerződés légierőiben, Magyarországon is, alkalmazta Kína (J–6), Észak-Vietnám, Irak, Kuba, Észak-Korea (J–6), Pakisztán (J–6), Egyiptom, Albánia, Burma (J–6), Kambodzsa (J–6), Szudán, Tanzánia, Zambia és Banglades (J–6) légiereje is.
Csehszlovákiában az Aero gyártotta, ahol 1958–1962 között 103 darabot építettek.
A Szovjetunió az 1960-as években cserélte le MiG–21-esekkel MiG–19 típusú gépeit, ám sok ország később is hadrendben tartotta.

## A J–6/F–6 vadászgép
Kína 1958-ban kezdte el gyártani a MiG–19-es kínai változatát, a gyártás még a kilencvenes évek közepén is folyt, jóllehet akkorra gép már igen elavultnak számított. Az exportra gyártott változatnál használták az F–6 típusjelzést.

## A repülőgép háborúkban
A MiG–19-es több hadszínteret is megjárt. Az egyiptomi légierő szolgálatában megjárta a Közel-Kelet konfliktusait, a Pakisztán és India közötti konfliktusokban is harcolt. A legeredményesebbnek a vietnámi háborúban bizonyult. Kínai, vietnámi pilóták több légigyőzelmet is arattak a típussal, jóllehet jókora hátrányban voltak az amerikai, jóval modernebb F–4 Phantom II típusú gépekkel szemben. Ennek oka egyrészt abban kereshető, hogy fordulóharcban több esélye volt, jó manőverezhetőségének hála, másrészt a Phantom korai változata nem rendelkezett beépített gépágyúval. Gépágyú függesztménnyel pedig a teljesítménye erősen csökkent.